# 戈特利布·塔施勒
戈特利布·塔施勒（德語：Gottlieb Taschler，1961年8月21日—），意大利男子冬季两项运动员。他曾代表意大利参加1984年、1988年和1992年冬季奥林匹克运动会冬季两项比赛，获得一枚铜牌。